# Zhanyi
Zhanyi, tidigare stavat Chanyi, är ett härad som lyder under Qujings stad på prefekturnivå i Yunnan-provinsen i sydvästra Kina.